# Charinus ferreus
Espèce
Charinus ferreus est une espèce d'amblypyges de la famille des Charinidae.

## Distribution
Cette espèce est endémique du Pará au Brésil. Elle se rencontre dans des grottes de la Serra dos Carajás.

## Description

Charinus ferreus

La carapace de la femelle holotype mesure 2,54 mm de long sur 3,30 mm et l'abdomen 4,41 mm et la carapace du mâle paratype mesure 2,30 mm de long sur 3,04 mm et l'abdomen 3,74 mm.
Cet amblypyge possède des yeux très réduits.

## Publication originale
- Giupponi & Miranda, 2016 : « Eight New Species of Charinus Simon, 1892 (Arachnida: Amblypygi: Charinidae) Endemic for the Brazilian Amazon, with Notes on Their Conservational Status. » PLOS One, vol. 11, no 2, e0148277, p. 1-33.